# Roser (maleri)
Roser (fuld titel: Roser. Haveparti fra Skagen med kunstnerens hustru siddende i en havestol) er et af maleri af P.S. Krøyer fra 1893, som viser Marie Krøyer, kunstnerens hustru, siddende i en liggestol under en stor hvid rosenbusk (Alba Maxima) i haven ved et hus, som de lejede i Skagen, mens deres hund Rap sover ved siden af hende.
Billedets behandling af lys og skygger viser indflydelsen, som den franske impressionistiske bevægelse havde på Krøyer. Forgrunden er domineret af den enorme, overstrømmende rosenbusk, som tilslører det meste af huset i baggrunden. Marie sidder indrammet af de overhængende roser, mens hun læser en avis; på hendes venstre side er en anden tom liggestol, som sandsynligvis var, hvor Krøyer ville have siddet. Krøyers hund, Rap, er dertil med i billedet ligesom i så mange andre af Krøyers værker. I dette tilfælde ligger den sovende på Maries fødder.
I 1895 blev maleriet udstillet på Charlottenborg Forårsudstilling og var inkluderet i en opstilling med titlen "Sommer" sammen med Holger Drachmanns digt "Sommervise". Da Krøyers ejendom blev solgt på auktion i 1910, overgik det til privat ejerskab. Det blev solgt for 3,1 mio danske kroner i 1985 og blev doneret anonymt til Skagens Museum i 2008.